# Hiroshi Matsuda
Hiroshi Matsuda (født 2. september 1960) er en tidligere japansk fodboldspiller og træner.
Han har spillet for flere forskellige klubber i sin karriere, herunder Sanfrecce Hiroshima og Vissel Kobe.
Han har tidligere trænet Vissel Kobe, Avispa Fukuoka og Tochigi SC.